# Aidan O'Connell
Aidan James O'Connell (Long Grove, 1º settembre 1998) è un giocatore di football americano statunitense che milita nel ruolo di quarterback per i Las Vegas Raiders della National Football League (NFL). Al college ha giocato per Purdue.

## Carriera universitaria
O'Connell, originario di Long Grove nell'Illinois, cominciò a giocare a football da quarterback nella locale Stevenson High School. Nel suo ultimo anno alla high school, il 2016, giocò la sua prima stagione da titolare, lanciando per 2 741 yard, nuovo record della scuola, e passando 26 touchdown.  O'Connell, non avendo ricevuto offerte da università di primo piano del college football, il 3 febbraio 2017 scelse di andare al Wheaton College, impegnato nella Divisione III della NCAA, ma meno di un mese dopo passò all'Università Purdue con i Boilermakers che militano nella Big Ten Conference (B1G) della Divisione I della Football Bowl Subdivision (FBS) della NCAA.

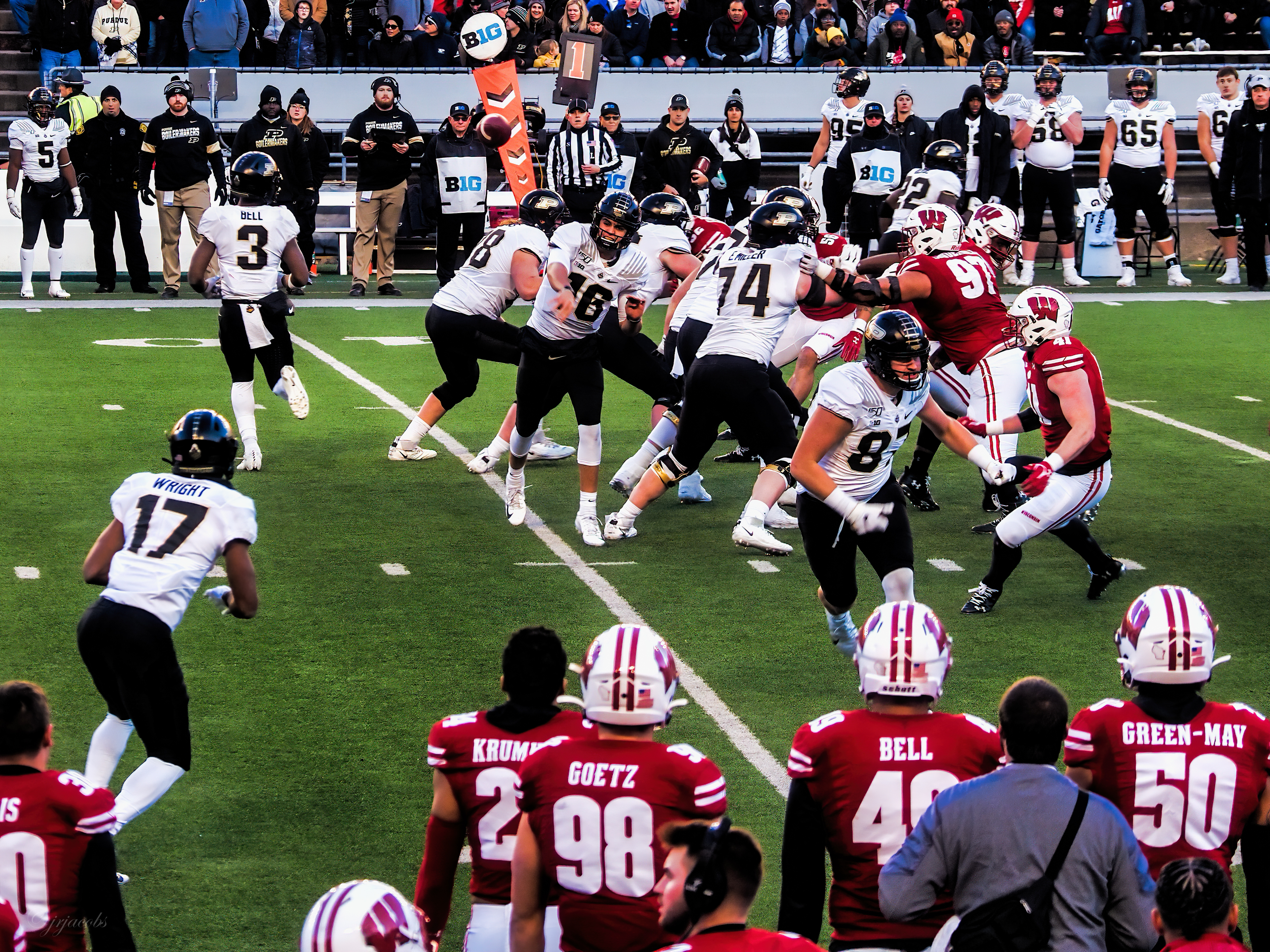
O'Connell (n. 16) in azione con Purdue nel 2019 contro Wisconsin.

Nelle sue prime due stagioni a Purdue, il 2017 e il 2018, O'Connell non giocò nessuna partita, mentre nel 2019 scese in campo in sei gare, di cui tre come titolare, completando 103 passaggi su 164 tentati per 1 101 yard passate, otto touchdown e quattro intercetti. O'Connell iniziò la stagione 2020 da titolare ma si infortunò alla terza gara, concludendo anticipatamente la sua annata in cui totalizzó 88 passaggi completati su 136 tentati per 916 yard, sette touchdown e due intercetti. Nel 2021, rientrato dall'infortunio, O'Connell partì da riserva ma si guadagnó poi il posto da titolare, realizzando in stagione 315 passaggi completati su 440 tentati per 3 712 yard, 28 touchdown e 11 intercetti. Le sue prestazioni gli valsero l'inserimento nel Second-Team All-B1G. Al termine della stagione O'Connell scelse di sfruttare l'ulteriore anno di eleggibilità nel college football e giocare quindi un altro anno con Purdue. Nella sua sesta e ultima stagione al college O'Connell lanciò 320 completi su 499 passaggi tentati, 22 touchdown e 13 intercetti, venendo inserito per il secondo anno di fila nel Second-Team All-B1G. Guidó Purdue alla seconda stagione vincente consecutiva e alla prima partecipazione della sua storia al Championship Game della Big Ten Conference, perso 43-22 contro Michigan State.
A dicembre 2022 O'Connell annunciò di voler passare tra i professionisti. Fu pronosticato dagli analisti come una scelta tra il 5º e il 6º giro del draft NFL 2023.
Premi e riconoscimenti
- 2 Second-Team All-B1G (2021,2022)

Statistiche al college
| 2017   | Purdue | FBS Div. I | B1G    | 0  | 0  | NG  | NG    | NG   | NG    | NG  | NG | NG | NG | NG    | -  | -    | -    | -  | - | -  | -   | - | - |
| 2018   | Purdue | FBS Div. I | B1G    | 0  | 0  | NG  | NG    | NG   | NG    | NG  | NG | NG | NG | NG    | -  | -    | -    | -  | - | -  | -   | - | - |
| 2019   | Purdue | FBS Div. I | B1G    | 6  | 3  | 103 | 164   | 62,8 | 1 101 | 6,7 | 72 | 8  | 4  | 130,4 | 15 | -9   | -0,6 | 9  | 0 | 5  | 40  | 1 | 0 |
| 2020   | Purdue | FBS Div. I | B1G    | 3  | 3  | 88  | 136   | 64,7 | 916   | 6,7 | 45 | 7  | 2  | 135,3 | 12 | -64  | -5,3 | 9  | 0 | 9  | 78  | 2 | 1 |
| 2021   | Purdue | FBS Div. I | B1G    | 12 | 9  | 315 | 440   | 71,6 | 3 711 | 8,4 | 75 | 28 | 11 | 158,4 | 25 | -120 | -4,8 | 8  | 1 | 18 | 144 | 1 | 1 |
| 2022   | Purdue | FBS Div. I | B1G    | 12 | 12 | 320 | 499   | 64,1 | 3 490 | 7,0 | 60 | 22 | 13 | 132,2 | 43 | -81  | -1,9 | 24 | 1 | 23 | 165 | 3 | 1 |
| Totale | Totale | Totale     | Totale | 33 | 27 | 826 | 1 239 | 66,7 | 9 218 | 7,4 | 75 | 65 | 30 | 141,6 | 95 | -274 | -2,9 | 24 | 2 | 55 | 427 | 7 | 3 |

Fonte: Football Database
In grassetto i record personali in carriera

## Carriera professionistica
O'Connell fu selezionato nel quarto giro, con la 135ª scelta assoluta, del Draft NFL 2023 dai Las Vegas Raiders che, per selezionarlo, scambiarono una loro scelta del 5º giro (la 144ª) e una del 6º giro (la 214ª) per ottenere la 135ª dai New England Patriots.

### Las Vegas Raiders
L'11 maggio 2023 O'Connell firmò il suo contratto da rookie con i Raiders: un accordo quadriennale per un compenso totale di 4,35 milioni di dollari, di cui 500 000 dollari di bonus alla firma.

#### Stagione 2023
Il 29 agosto 2023 O'Connell rientrò nel roster attivo dei Raiders. Iniziò la stagione come terzo quarterback dietro il titolare Jimmy Garoppolo e il veterano Brian Hoyer. Debuttò da professionista il 1º ottobre 2023 giocando da titolare la gara del quarto turno contro i Los Angeles Chargers, venendo preferito a Hoyer nel sostituire l'infortunato Garoppolo. Nella sconfitta 17-24 O'Connell completò 24 passaggi su 39 tentati per 238 yard, con nessun touchdown passato, un intercetto, sette sack subiti, di cui sei dal solo Khalil Mack, ed in tre di questi commise un fumble, di cui due persi. In quella partita segnò anche il suo primo touchdown nella NFL, su una corsa da una yard. Nella gara del settimo turno, la sconfitta 12-30 contro i Chicago Bears, O'Connell subentrò nell'ultimo quarto ad Brian Hoyer sul risultato ormai compromesso di 6-30 ma lanciò il suo primo touchdown nella NFL, con un passaggio da 9 yard a Jakobi Meyers.
Dopo una sconfitta contro i Detroit Lions nella settimana 8, i Raiders licenziarono l'allenatore Josh McDaniels e il suo sostituto ad interim Antonio Pierce nominò O'Connell quarterback titolare per il resto della stagione. Nella gara successiva, la sua seconda da titolare, O'Connell guidò i Raiders alla vittoria 30-6 sui New York Giants  con 16 completi su 25 passaggi tentati per 209 yard, nessun touchdown lanciato né intercetti, dove spiccó un passaggio da 50 yard per l'altro rookie Tre Tucker. La settimana successiva, in una partita dal basso punteggio, trovò con un passaggio nel finale Michael Mayer che segnò l'unico touchdown della gara, vinta contro i New York Jets per 16-12. Nella gara dell'undicesimo turno, la sconfitta 13-20 contro i Miami Dolphins, il reparto offensivo dei Raiders faticò parecchio nel concretizzare le proprie azioni, non riuscendo a mettere a tabellino neanche un punto nell'intero secondo tempo malgrado varie possibilità avute: O'Connell terminò la gara con 24 completi su 41 passaggi tentati per 260 yard, un touchdown passato - su ricezione da 46 yard di Davante Adams - e tre intercetti. Il capo-allenatore Pierce a fine gara disse che l'attacco aveva giocato in modo conservativo anche "per proteggere il giovane quarterback".
Nell'anticipo del quindicesimo turno, quattro giorni dopo una delle peggiori prestazione stagionali dell'attacco nella sconfitta per 0-3 contro i Minnesota Vikings, O'Connell guidò i Raiders a segnare un record di franchigia di 63 punti contro i Los Angeles Chargers, passando 248 yard e quattro touchdown, tutti nel primo tempo. Nella gara del sedicesimo turno, la vittoria 20-14 nel giorno di Natale contro i campioni in carica dei Kansas City Chiefs, O'Connell ebbe la sua peggior prestazione in stagione con 9 passaggi completati su 21, di cui nessuno completato negli ultimi tre quarti di gioco, per 62 yard passate, nessun touchdown né intercetti e con il più basso passer rating in carriera di 50,3. Nella gara del turno successivo, la sconfitta 20-23 contro gli Indianapolis Colts che segnò l'eliminazione dei Raiders dalla corsa playoff, O'Connell ebbe una prestazione positiva completando 30 passaggi su 47 per un record stagionale di 299 yard e due touchdown lanciati, entrambi ricevuti da Davante Adams. Nell'ultimo turno portò la squadra alla vittoria sui Broncos con 244 yard passate e 2 touchdown per un passer rating di 110,1, il secondo migliore in stagione, malgrado l'essere uscito per alcuni drive per un infortunio all'indice.
Terminò la sua stagione d'esordio con 11 presenze, di cui 10 da titolare, 2 238 yard passate, 12 touchdown, 7 intercetti, 2 fumble persi e un passer rating di 83,9.

#### Stagione 2024
All'inizio della sua seconda stagione da professionista cambiò il numero di maglia, lasciando il 4 per il 12, numero indossato da grandi quarterback del passato dei Raiders. O'Connell dichiarò che la sua scelta di lasciare il numero 4 era un atto di rispetto nei confronti di Derek Carr che aveva indossato quel numero per nove stagioni con i Raiders. Prima dell'avvio del campionato O'Connell si contese il ruolo da quarterback titolare con il neo arrivato ma più esperto Gardner Minshew, che ebbe la meglio. Dopo non aver giocato nelle prime due gare stagionali, O'Connell fece il suo debutto in stagione entrando nell'ultimo quarto della gara del terzo turno, la sconfitta 36-22 contro i Carolina Panthers, completando nove passaggi su 12 tentati per 82 yard e un touchdown. Il suo ingresso in campo al posto di un Minshew non particolarmente brillante, sostituito dopo 18 passaggi completati su 28 tentati per 214 yard, un touchdown e un intercetto, non sembrò cambiare le gerarchie tra i due per le successive partite, con O'Connell rimasto quindi nel ruolo di riserva. Tornò in campo nella gara del quinto turno, la sconfitta 18-34 contro i Denver Broncos, entrando in campo alla fine del terzo quarto sostituendo Minshew dopo che questi aveva lanciato il suo secondo intercetto della gara e con i Raiders sotto di 10 punti, ma anche la sua prestazione non fu particolarmente brillante con 10 passaggi completati su 20 tentati, per 94 yard, nessun touchdown e un intercetto. Il 9 ottobre il capo-allenatore Pierce lo nominò titolare per la gara del sesto turno. Nella partita contro i Pittsburgh Steelers la squadra non mostrò grandi miglioramenti, uscendo sconfitta 13-32 e con O'Connell che completò 27 passaggi su 40 tentati per 227 yard, un touchdown e un intercetto. Nella gara successiva contro i Los Angeles Rams O'Connell uscì dopo il primo quarto di gara, dopo aver giocato due drive completando 6 lanci su 10 tentati per 52 yard, a causa di un infortunio al pollice della mano destra, usata per lanciare. I successivi controlli medici evidenziarono la frattura del dito, condizione per cui fu prevista un'assenza dal campo dalle quattro alle sei partite. Il 22 ottobre 2024 fu spostato in lista riserve/infortunati.
O'Connell tornò ad allenarsi il 25 novembre, in vista della gara del tredicesimo turno, con Minshew che intanto si era infortunato nella gara di settimana 12, chiudendo la sua stagione. Il 28 novembre rientró nel roster attivo e fu nominato come titolare per la partita contro i Chiefs. Nella gara contro la squadra di Kansas City, persa 17-19, O'Connell completò 23 passaggi su 35 tentati per 340 yard, due touchdown e nessun intercetto ma fu anche protagonista dell'errore nell'azione finale dell'incontro che vanificó la possibilità dei Raiders di portarsi in vantaggio e vincere: a 15 secondi dalla fine infatti O'Connell sbaglió a ricevere lo snap eseguito dal centro Jackson Powers-Johnson, perdendo così la palla che fu recuperata dagli avversari. Nelle dichiarazioni del post-partita O'Connell si prese tutta la responsabilità dell'errore, dicendo di aver erroneamente segnalato l'avvio dell'azione a Powers-Johnson. Nella gara successiva contro i Tampa Bay Buccaneers, terminata con una sconfitta 13-28, O'Connell fu costretto a lasciare il campo in barella alla fine del terzo quarto di gioco sul punteggio di 10-14, dopo aver completato 11 passaggi su 19 tentati per 104 yard, nessun touchdown passato ed un intercetto oltre un touchdown su corsa, per un infortunio al ginocchio sinistro rimediato per un colpo da dietro del defensive end avversario Calijah Kancey. I successivi controlli medici evidenziarono una contusione all'osso del ginocchio, situazione che metteva in forte dubbio la possibilità per il giocatore di scendere in campo nelle successive gare. Fu infatti portato in panchina ma non utilizzato nella gara di settimana 15 contro gli Atlanta Falcons. Tornò titolare nella settimana 16 passando 257 yard nella vittoria 19-14 sui Jacksonville Jaguars.
Concluse la sua seconda stagione da professionista con 9 presenze complessive, di cui 7 come titolare, passando 1612 yard, 8 touchdown e 4 intercetti per un passer rating di 86,7 a cui aggiunse 21 corse per 30 yard e un touchdown su corsa.

#### Stagione 2025
Per la nuova stagione i Raiders affidarono la squadra all'esperto capo-allenatore Pete Carroll che scelse per guidare l'attacco nero-argento il quarterback veterano Geno Smith, che aveva già avuto per anni a Seattle. Per la seconda stagione di fila O'Connell, malgrado quanto fatto l'anno precedente, si ritrovò quindi scavalcato da un quarterback neoarrivato e a ricoprire il ruolo di prima riserva. Durante la fase di preparazione il terzo quarterback nel roster, il rookie Cam Miller, si dimostrò molto promettente, mettendo quindi in dubbio la gerarchia nel ruolo. Questa situazione e alcune non brillanti prestazioni nel precampionato portarono vari commentatori a parlare della possibilità che O'Connell potesse rientrare in un'operazione di scambio con qualche franchigia in ricerca di un buon quarterback di riserva.

## Statistiche

### Stagione regolare
| 2023   | LV     | 11 | 10 | 213 | 343 | 62,1 | 2 218 | 6,5 | 50 | 12 | 7  | 83,9 | 17 | 11 | 0,6 | 3  | 1 | 24 | 173 | 4 | 2 | 5-5-0  |
| 2024   | LV     | 9  | 7  | 154 | 243 | 63,4 | 1 612 | 6,6 | 58 | 8  | 4  | 86,7 | 21 | 30 | 1,4 | 13 | 1 | 10 | 82  | 2 | 2 | 2-5-0  |
| Totale | Totale | 20 | 17 | 367 | 586 | 62,6 | 3 830 | 6,5 | 58 | 20 | 11 | 85,1 | 38 | 41 | 1,1 | 13 | 2 | 34 | 255 | 6 | 4 | 7-10-0 |

Fonte: Pro Football Reference - In grassetto i record personali in carriera